# Martley
Martley – wieś w Anglii, w hrabstwie Worcestershire, w dystrykcie Malvern Hills. Leży 11 km na północny zachód od miasta Worcester i 174 km na północny zachód od Londynu.